# Pcelarovo, Kărdjali
Pcelarovo (în bulgară Пчеларово) este un sat în comuna Cernoocene, regiunea Kărdjali,  Bulgaria. 

## Demografie
Componența etnică a satului Pcelarovo
     Bulgari (90,84%)
     Nicio identificare (9,15%)
     Altele (0%)
La recensământul din 2011, populația satului Pcelarovo era de 142 locuitori. Din punct de vedere etnic, majoritatea locuitorilor (90,84%) erau bulgari. Pentru 9,15% din locuitori nu este cunoscută apartenența etnică.